# JC 곤살레스
주로 JC 곤살레스(JC Gonzalez)로 알려진 후안 카밀로 곤살레스(Juan Camilo Gonzalez, 1990년~)는 콜롬비아의 배우이자 싱어 송 라이터이다. 그의 경력은 2009년 텍사스의 TV 광고 및 광고에 참여하면서 시작되었다. 곤살레스는 25 명의 이중 언어 남성 가수를 선발하는 MTV의 리얼리티쇼 메누도(Menudo)의 제작 후보자였다. 곤살레스는 파크 앤 레크레이션(Parks and Recreation), Blue(웹 시리즈), 그 미국인들(Los Americans) 같은 영화 및 TV에도 출연했다.

## 유년시절
곤살레스는 1990년에 콜롬비아의 보고타 (Bogotá)에서 태어났다. 두 남동생이 있다. 곤살레스는 행동이 과잉된 어린이로 분류되어 "테레 모토(terremoto)"(지진)이라는 별명을 얻었다. 곤살레스와 그의 가족은 그의 남동생이 치료를 받을 수 있게 7살 때 휴스턴으로 이사했다
곤살레스는 콜롬비아의 보고타에 있는 짐나시오 로스 카오보스에서 초등학교를 다녔고 텍사스의 슈가랜드에서 클레멘츠 고등학교를 다녔다.

## 커리어

### 음악
곤살레스는 엔리케 이글레시아스와 니키 잼이 부른 노래 "엘 퍼돈"의 리믹스 버전과 원곡을 녹음했다. 2016년에는 'AwkIn'이라는 제목의 데뷔 앨범을 준비하고 있었다, 라틴 리듬과 미국의 랩과 팝의 혼합으로 영어와 스페인어로 된 노래이다.

### 드라마와 영화
곤살레스는 텍사스 주의 텔레비전 광고에서 연기 경력을 시작했다. 고등학교를 졸업한 후, 곤살레스는 로스앤젤레스로 이주하여 광고와 텔레비전 시리즈에서 일하기 시작했다. 그는 포드, 혼다, 그리고 AT&T의 텔레비전 광고에 출연했다.
2007년 1월 곤살레스는 로스 앤젤레스에서 메누도(Menudo) 제작 오디션을 봤다. 그는 컷을 통과하지 못했기에 댄스 레슨을 시작했고 댈러스에서 다시 오디션을 보았다. 댈러스에서 푸에르토리코 가수 루이스 폰시와 라디오 아나운서 다니엘 루나가 선정한 '메누도 로드 투 메누도' 시리즈에서 촬영된 뉴욕시를 방문하는 25명의 참가자 중 한 명으로 뽑혔다. 곤살레스는 이 그룹의 15명 중 한 명으로서 메이킹 메누도 쇼에 참여했다.
이 쇼의 일환으로 곤살레스는 14명의 다른 야심찬 예술가들과 함께 사우스 비치에서 거의 4개월 동안 노래와 춤 연습을 했다.
2009년에 곤살레스는 파크와 레크레이션 에피소드 시스터 시티에 베네주엘라 인턴인 조니로 출연했다.
2010년, 곤살레스는 가야 로젠탈의 비디오(내 머릿속에서 당신을 지울 수 없어)에서 주인공을 맡았다. 곤살레스는 해외 록업, 하드타임즈, 하우 투 락, 어버이스트에도 출연했다.2010년, 곤살레스는 이 에피소드에서 빅토릭스에 대한 역할을 했다.(가장 뜨거운 생존).
곤살레스는 2011년 5월에 시작된 인터넷 시리즈인 로스앤젤레스에서 주연을 했다. 2013년에 곤살레스는 웹 시리즈 블루에 출연했다. 곤살레스는 2013년 래그돌스 등 다른 웹 시리즈에도 참여했다. 2015년 곤살레스는 NCIS의 뉴올리언즈 프로그램에서 블루 크리스마스 에피소드에서 제이크 역을 맡았다.

## 개인사
곤살레스는 휴스턴의 교외인 텍사스 주 슈가랜드에서 자랐고 현재 캘리포니아 주 로스앤젤레스에 살고 있다.

## 필모그래피

### 필름&비디오
| 연도 | 제목                                                | 역할                | 알림                       |
| ---- | --------------------------------------------------- | ------------------- | -------------------------- |
| 2009 | 두 번째 방문                                        | 경찰관(후안 카밀로) | 비디오                     |
| 2012 | 슬럼버 파티 슬로터                                  | 랜디                | 영화                       |
| 2014 | 11:11                                               | 라이언              | 단역                       |
| 2015 | 엘레나                                              | 빅터                | 단역                       |
| 2015 | 핫 플러시: 라라 테이트의 연대기 - 갱년기 슈퍼히어로 | 콕 블럭             | 영화                       |
| 2017 | 모더 댄 이너프 (원제: 나쁜 소식 후 좋은 소식)       | 콜린                | 영화감독: 안네 마리아 히스 |
| 2018 | 에르네스토의 선언                                   | 로건                | 영화                       |

### 텔레비전
| 연도       | 제목                       | 역할               | 알림                                                             |
| ---------- | -------------------------- | ------------------ | ---------------------------------------------------------------- |
| 2007       | 메이킹 메누도              | JC                 | MTV 리얼리티 쇼                                                  |
| 2008       | 락업 어브로드              | 리아 맥코즈의 형제 | 에피소드: 내셔널지오그래픽채널                                   |
| 2009       | 파크 앤 레크레이션         | 조니               | 에피소드: "시스터시티"                                           |
| 2010       | RJ버거의 하드타임 Tv시리즈 | 나이프를 든 댄서   | 에피소드: 더 버거 코미스                                         |
| 2010       | 빅토어리어스               | 벤                 | 에피소드: 가장 뜨거운 생존                                       |
| 2010       | 페어런트후드               | 프레터니티 영맨    | 에피소드: 주황색 경보                                            |
| 2011       | 빅 타임 러시               | 코스트             | 에피소드: 빅 타임 스트라이크                                     |
| 2012       | 하우 투 록                 | 불량한 풋볼선수    | 에피소드: 하우투락어뉴스캐스트, TV 시리즈                        |
| 2013       | 래그돌즈                   | 마테오             | 에피소드: 베사메무초: 섹시 브래지어: 위장 데이트 에이전트;더폿샵 |
| ㅅ샤샵2014 | 난 하지 않았어             | 마이크             | 에피소드: 린디노즈베스트                                         |
| 2015       | NCIS: 뉴올리언스           | 제이크             | 에피소드: "블루 크리스마스"                                      |
| 2018       | 9-1-1 (TV 시리즈)          | 카일               | Tv 시리즈                                                        |
| 2018       | 골리앗(TV 시리즈)          | DJ 디에고 스피스   | Tv 시리즈                                                        |

### 웹소드
| Year | Title                                | Role           | Notes |
| ---- | ------------------------------------ | -------------- | --- |
| 2009 | 러브 15                              | 신디 리의 아들 | 신디 리(파올라 터베이) |
| 2011 | 그 미국인들 ( 데이스 E. 레오니 감독) | 폴 발렌주엘라  | 에피소드: 멕시코로 가는 중; 진실의 상처; 비밀; 우리를 첫유혹으로 이끌지 마라; 가족 방문; 유산; 물고기와 하우스게스트; 생일 축하 |
| 2013 | 블루(웹 시리즈)                      | 해리           | 에피소드:파란색은 어떤 종류의 이름인가? (로드리고 가르시아가 감독)                                                              |

### 광고
| 광고                      | 페이퍼 | 채널       |
| ------------------------- | ------ | ---------- |
| 혼다 핏 (영어 / 스페인어) | 주역   | 전국       |
| 상자 속의 잭 (스페인어)   | 주역   | 전국       |
| HCCS 가을 광고            | 주역   | 지역       |
| 네르프 벌컨 하스브로      | 주역   | 지역       |
| 아카데미 스포팅 상품      | 주역   | 지역       |
| 휴스턴 커뮤니티 칼리지    | 주역   | 지역(기관) |
| 네셔널                    | 주역   | 온라인     |
| 피에스타 락               | 주역   | 지역       |
| 커넥트 EDU                | 주역   | 온라인     |
| 닌텐도 위                 | 주역   | 전국       |
| KFC                       | 주역   | 전국       |
| AT&T                      | 주역   | 전국       |
| 포드 포커스               | 주역   | 전국       |

### 노래
| Year | Title                | Position    | Position    | Album                |
| Year | Title                | E.E.U.U R&B | E.E.U.U Rap | Album                |
| ---- | -------------------- | ----------- | ----------- | -------------------- |
| 2015 | 사랑의 방정식        | —           | —           | 사랑의 방정식-싱글   |
| 2015 | 콰이어트 게임        | —           | —           | 콰이어트 게임 – 싱글 |
| 2015 | 큐피드               | —           | —           | AwakIN               |
| 2015 | 줌                   | —           | —           | 줌-싱글              |
| 2015 | 프렌딧               | —           | —           | AwakIN               |
| 2016 | 혼자만의 대화        | —           | —           | 2moonS               |
| 2016 | 루칸도               | —           | —           | 2moonS               |
| 2016 | 내가 될 수 있게 해줘 | —           | —           | 2moonS               |